# Prosactogaster subulata
Prosactogaster subulata är en stekelart som först beskrevs av Nees von Esenbeck 1834.  Prosactogaster subulata ingår i släktet Prosactogaster och familjen gallmyggesteklar. Inga underarter finns listade i Catalogue of Life.